# Vinje kommun
Vinje kommun (norska: Vinje kommune) är en kommun i Telemark fylke i södra Norge. Kommunens centralort är tätorten Åmot.

## Administrativ historik
Vinje kommun bildades på 1830-talet samtidigt med flertalet andra norska kommuner. 1860 bildades Raulands kommun genom att delar togs från Vinje och Lårdals kommuner. 1964 slogs Vinje och Raulands kommuner ihop.

## Tätorter
I Vinje kommun finns två tätorter:
- Krossen
- Åmot (centralort)

## Socknar
Inom Norska kyrkan är Vinje kommun indelad i fyra socknar:
- Grungedals socken
- Raulands socken
- Vinje og Neslands socken
- Øyfjells socken

Socknarna ingår i Øvre Telemarks prosteri i Agder og Telemarks stift.